# Ламберт Херсфельдский
Ламберт Херсфельдский (Ламперт Герсфельдский; нем. Lambert (Lampert) von Hersfeld, лат. Lampertus Hersfeldensis; около 1025 — около 1081, 1085 или 1088), которого в историографии XIX столетия ошибочно называли Ламбертом Ашаффенбургским — немецкий летописец, агиограф и поэт XI века, монах-бенедиктинец, автор «Анналов», или всемирной хроники.

## Биография
Происхождение точно не установлено, возможно, был выходцем из Франконии или Тюрингии. Скорее всего, он происходил из знатной семьи и получил духовное образование, предположительно при дворе архиепископа Кёльнского Анно II в Бамберге.
15 марта 1058 года он стал монахом в бенедиктинском аббатстве Св. апостолов Симона и Фаддея в Херсфельде (совр. земля Гессен). В сентябре того же года рукоположён был в священники в Ашаффенбурге (Бавария) епископом Майнцским Лиутпольдом. После этого, заражённый религиозным энтузиазмом, распространившимся в широких кругах немецкого духовенства накануне крестовых походов, совершил паломничество в Иерусалим без дозволения настоятеля Мегинхера, у которого по возвращении в сентябре 1059 года в свою обитель вымолил прощение. После возвращения из Святой земли руководил некоторое время монастырской школой.
В 1071 году, по распоряжению аббата Рудхарда, провёл четырнадцать недель в монастырях Зигбурга и Зальфельда, изучая последствия реформ, проведённых там архиепископом Кёльна Анно по образцу итальянского монастыря Св. Фруттуария в Пьемонте. Преобразования эти не произвели благоприятного впечатления на Ламберта, посчитавшего старые монастырские порядки больше соответствовавшими установлениям Св. Бенедикта Нурсийского.
По возвращении в Херсфельд, поссорился с тамошней братией, поддерживая в конфликте с папой-реформатором Григорием VII императора Генриха IV. По этой причине около 1077 года вынужден был покинуть свой монастырь и удалиться в Циренберг близ Касселя, обосновавшись в местном бенедиктинском приорате Хасунген, основанном в 1074 году архиепископом Зигфридом Майнцским. В 1081 году возглавил приорат, где спустя несколько лет победили сторонники Клюнийской реформы из аббатства Хирзау, изгнавшие оттуда всех несогласных, до чего он, возможно, и не дожил. Анализ содержания его произведений всё же показывает, что он не сохранил того восторженного поклонения, которое он первоначально высказал молодому королю Генриху IV после победы над повстанцами при Хомбурге (1075), и под конец жизни смирился с преобразовательной деятельностью папы Григория.
Умер между 1081 и 1088 годами в Хасунгене, в соборном храме которого и был похоронен. После разорения монастыря в годы Тридцатилетней войны церковь была разрушена, а могила утрачена.

## Сочинения
Главным историческим трудом Ламберта стали составленные им в 1078/79 году латинские анналы. Первая их часть носит преимущественно компилятивный характер и содержит изложение всеобщей истории от сотворения мира до 1039 года. Начиная с 1040 года и кончая мартом 1077 года, излагаются современные автору события, особенно подробными сообщения становятся с 1069 года, при этом наибольшее внимание уделяется происходившему в германских землях.
Основными источниками при написании начальных разделов анналов Ламберту послужили «Этимологии» Исидора Севильского, «Церковная история англов» Беды Достопочтенного, «Жизнь Карла Великого» Эйнхарда, «Анналы Святого Назария», «Мозельские анналы», «Лоршские анналы», «Анналы королевства франков», «Фульдские анналы» и др. Вторая часть труда опирается преимущественно на устные источники и личные наблюдения хрониста.
Описывая изысканным стилем в подражание Титу Ливию и по большей части ретроспективно начало правления Генриха IV, а затем более подробно борьбу последнего с папой Григорием и антикоролём Рудольфом Швабским, сообщением об избрании которого он завершает свои анналы, Ламберт первоначально производит впечатление полной беспристрастности, но затем в его оценках неизбежно проявляется мнение саксонских и тюрингских противников императора, являвшихся главными информаторами хрониста. Кажется, что ему совершенно чужды политические конфликты и придворные интриги, однако, будучи принципиальным противником григорианских реформ, в развернувшемся конфликте Григория VII с Генрихом он, в конечном итоге, встаёт на сторону папской власти.
По чистоте языка и мастерству изображения событий Ламберт принадлежит к лучшим историописателям немецкого Средневековья. В его сочинении имеется ряд интересных сведений о Древнерусском государстве: сохранено ценное свидетельство более ранних анналов о посольстве княгини Ольги к Оттону I, есть уникальные данные о внешнеполитической стороне борьбы Изяслава и Святослава Ярославичей и о поездке первого в Германию.
Ламберт также составил житие основателя Херсфельдского монастыря архиепископа Лулла Майнцского (лат. Vita Lulli archiepiscopi Moguntiacensis) и историю Херсфельдской церкви (лат. Libellus de institutione Hersveldensis aecclesiae). Предположение, что перу его принадлежит также стихотворная эпопея из современной ему истории «Gesta Heinrici IV regis metrica» или, как её обычно называют, «Carmen de bello saxonico», не получило признания среди исследователей.

## Рукописи и издания
Известно не менее 10 рукописей анналов Ламберта Херсфельдского из собраний Саксонской земельной библиотеки в Дрездене, Баварской государственной библиотеки в Мюнхене, Нижнесаксонской земельной и университетской библиотеки в Гёттингене, библиотеки дворца Вайсенштайн в Поммерсфельдене и др., относящихся к XII—XVI векам, большинство из которых представляют собой отрывки или поздние копии. Наиболее полный и исправный Эрфуртский манускрипт, относящийся к XII веку и включающий также текст хроники Эккехарда из Ауры, обнаружен был в конце XV столетия или Хартманом Шеделем, использовавшим его в своей «Нюрнбергской хронике» (1493), или Вигандом Герштенбергом из Франкенберга, автором гессенской хроники. Сегодня он хранится в Готской научной библиотеке в замке Фриденштайн (Тюрингия).
Впервые латинский текст анналов Ламберта Херсфельдского напечатан был в 1525 году в Тюбингене Каспаром Куррером в типографии Морхардта, по инициативе известного гуманиста Филиппа Меланхтона, и через восемь лет переиздан был Людвигом Шрадином. Научное издание его подготовлено было в 1843 и 1874 годах Людвигом Фридрихом Гессе для III и V томов «Monumenta Germaniae Historica» (серия Scriptores im Oktavformat). Наиболее исправная оригинальная публикация анналов выпущена была в 1894 году в 38 томе новой серии «MGH» — «Scriptores rerum Germanicarum» — немецким филологом и палеографом Освальдом Хольдер-Эггером. В 1957 году в Берлине под редакцией Вольфганга Дитриха Фрица вышло переиздание латинского оригинала и немецкого перевода, выполненного Адольфом Шмидтом. Новейшее издание перевода Шмидта выпущено было там же в 2000 году.
Творчеству Ламберта Херсфельдского посвятил свою докторскую диссертацию (1873) известный немецкий военный историк Ханс Готлиб Леопольд Дельбрюк (1848—1929).
В дореволюционной России и СССР переводились лишь отрывки анналов Ламберта, относящиеся к истории Руси, в частности русским историком М. М. Стасюлевичем для издававшейся им многотомной «Истории средних веков в её писателях и исследованиях новейших учёных» (Т. 2, Пг., 1915) и Т. И. Кузнецовой для сборника «Средневековая латинская литература IV—IX вв.» (М., 1970). В 2013 году издательством «Русская панорама» в серии «MEDIAEVALIA: средневековые литературные памятники и источники» опубликован был новый полный русский перевод, выполненный по берлинскому изданию 1957 года И. В. Дьяконовым, электронная публикация которого ранее появилась на сайте «Восточная литература».

## Публикации
- Das Carmen de bello Saxonico Lamberts von Hersfeld. Hrsg. von Albert Wilhelm Pannenborg. — Göttingen: Druck der Dieterich'schen Universitäts-Buchdruckerei, 1892. — viii, 58 s.
- Lamperti monachi Hersfeldensis Opera. Anhang: Annales Weissenburgenses. Hrsg. von Oswald Holder-Egger // Monumenta Germaniae Historica. — Band 38. — Hannover, 1894. — lxviii, 490 s. — (Scriptores rerum Germanicarum).
- Lamperti Monachi Hersfeldensis Annales. Editionis quam paraverat Oswald Holder-Egger. Neu übersetzt von Adolf Schmidt. Erläutert von Wolfgang Dietrich Fritz // Ausgewaehlte Quellen zur deutschen Gechichte des Mittelalters. — Band 13. — Berlin: Rütten & Loening, 1957. — xxi, 448 s.
- Annalen. Neu übersetzt von Adolf Schmidt. Erläutert von Wolfgang Dietrich Fritz 4, gegenüber der 3 um einen Nachtrag erweiterte Auflage. — Darmstadt: Wissenschaftliche Buchgesellschaft, 2000. — ISBN 3-534-00176-1.
- Ламберт Херсфельдский. Анналы / Пер. И. В. Дьяконова. Под ред. И. А. Настенко. — М.: SPSL; «Русская панорама», 2013. — 240 с. — (MEDIAEVALIA: средневековые литературные памятники и источники). — ISBN 978-5-93165-301-3.